# Gletjärnen, Värmland
Gletjärnen är en sjö i Torsby kommun i Värmland och ingår i Göta älvs huvudavrinningsområde. Sjön är 5,4 meter djup, har en yta på 0,0772 kvadratkilometer och är belägen 297,9 meter över havet.

## Delavrinningsområde
Gletjärnen ingår i det delavrinningsområde (668550-133500) som SMHI kallar för Utloppet av Kläggen. Medelhöjden är 155 meter över havet och ytan är 24,64 kvadratkilometer. Räknas de 31 avrinningsområdena uppströms in blir den ackumulerade arean 610,04 kvadratkilometer. Röjdan som avvattnar avrinningsområdet har biflödesordning 3, vilket innebär att vattnet flödar genom totalt 3 vattendrag innan det når havet efter 374 kilometer. Avrinningsområdet består mestadels av skog (64 procent). Avrinningsområdet har 4,13 kvadratkilometer vattenytor vilket ger det en sjöprocent på 16,7 procent.